# 布賴恩鎮區 (內布拉斯加州瑟斯頓縣)
布賴恩鎮區（英語：Bryan Township）是位於美國內布拉斯加州瑟斯頓縣的一個行政鎮區。

## 地方資料
布賴恩鎮區的面積為52.83平方千米，皆為陸地。根據2020年美國人口普查的數據，當地共有人口89人，而人口密度為每平方千米1.68人。